# Emelt sebességű vasút
Ez a cikk a hagyományos távolsági vasútnál nagyobb sebességű vasúti szolgáltatásról szól. A 200 km/h-nál (125 mph) nagyobb sebességű nagysebességű vasúti szolgáltatásokra vonatkozóan lásd: nagysebességű vasút.

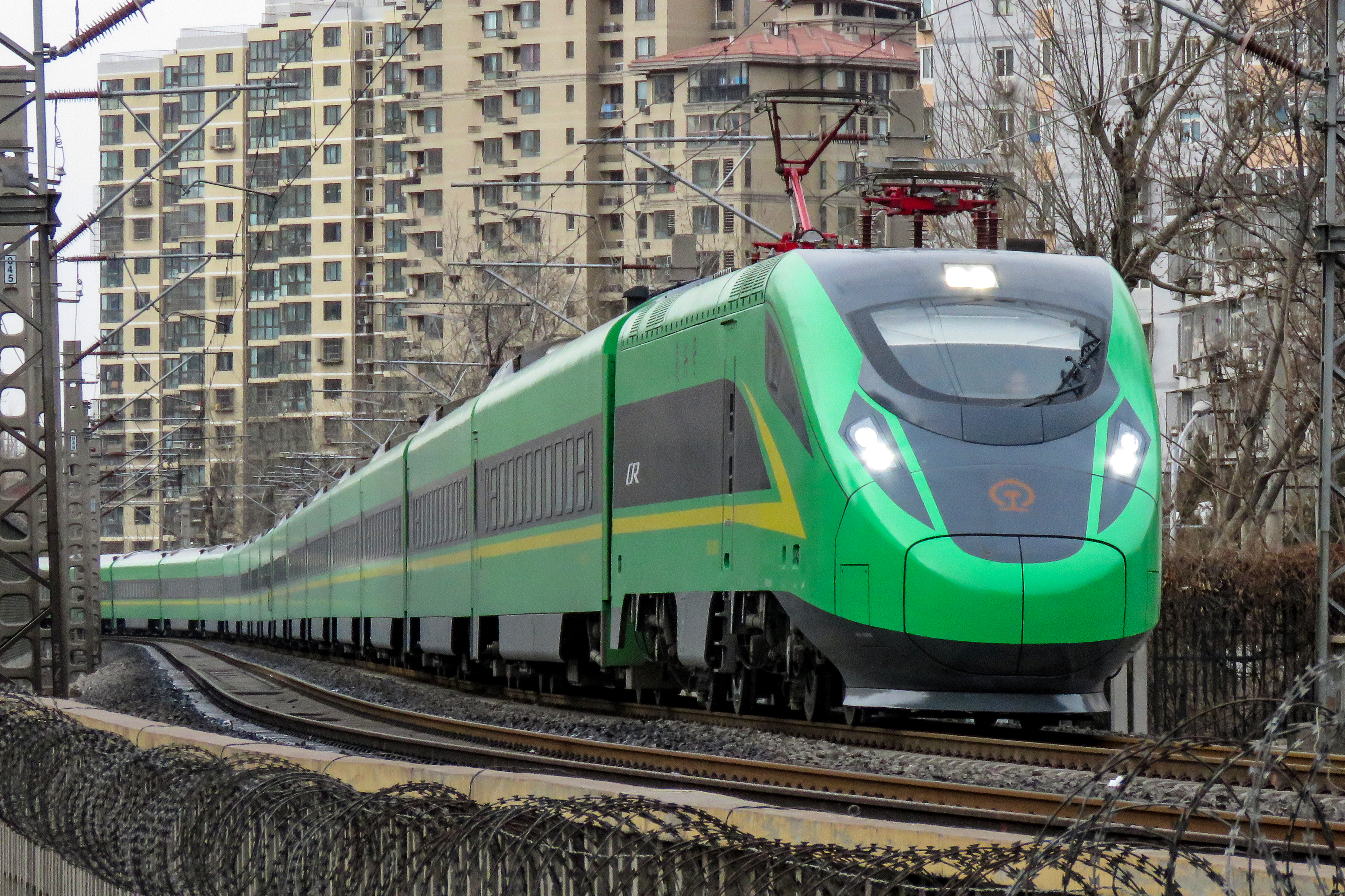
China Railway CR200J

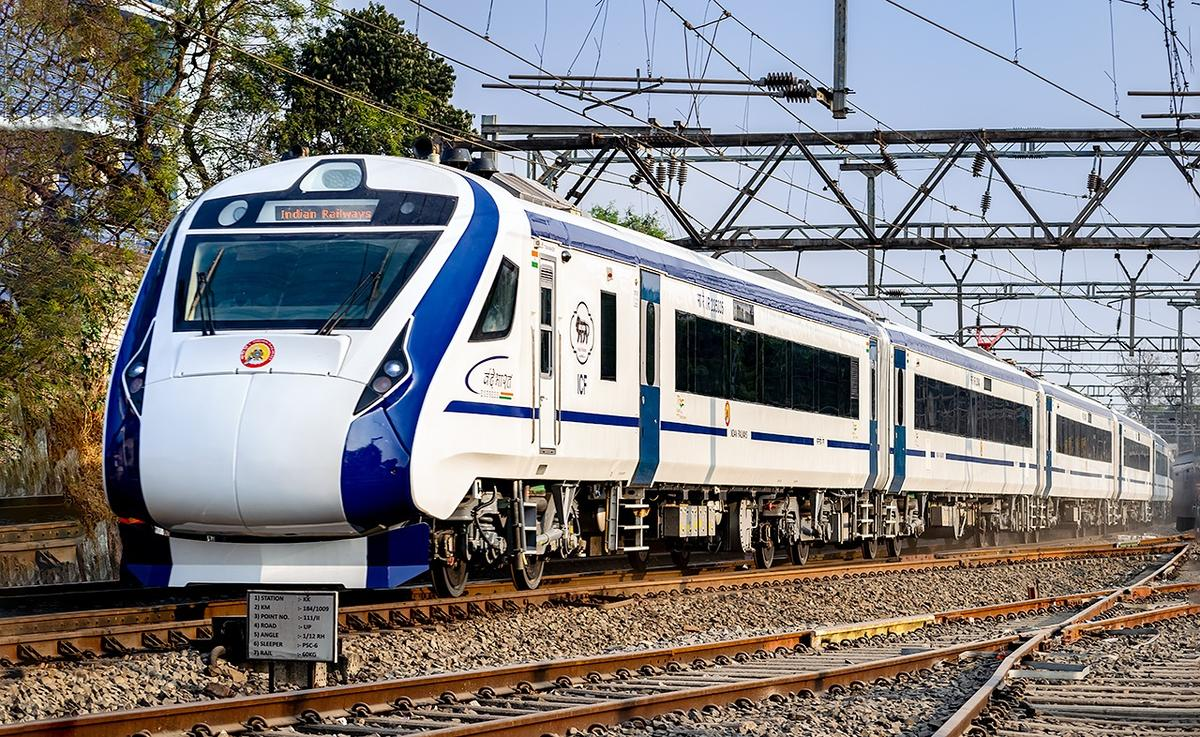
A Vande Bharat Express Chennai közelében Indiában

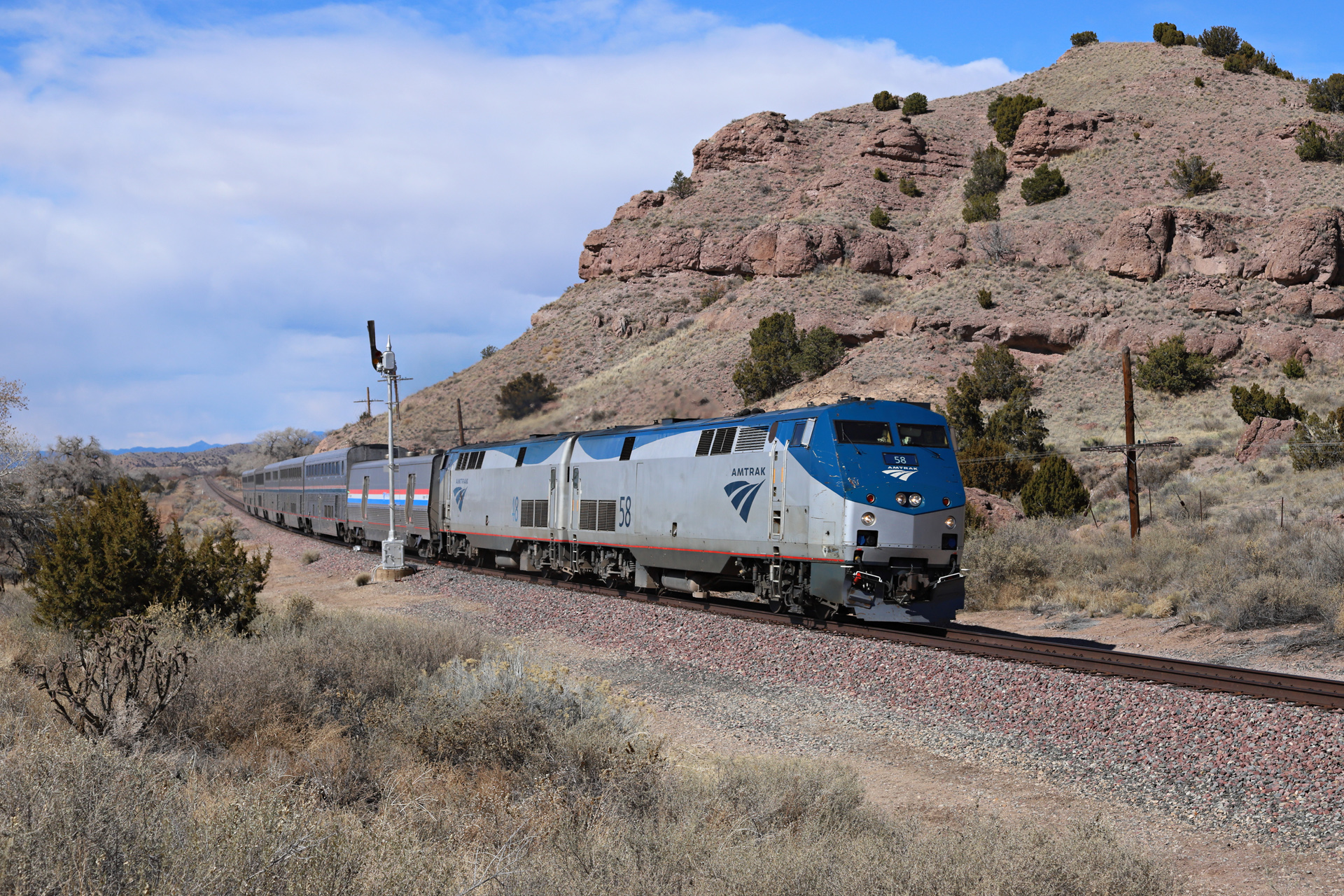
Az Amtrak Southwest Chief vonata az új-mexikói Los Cerrillostól keletre

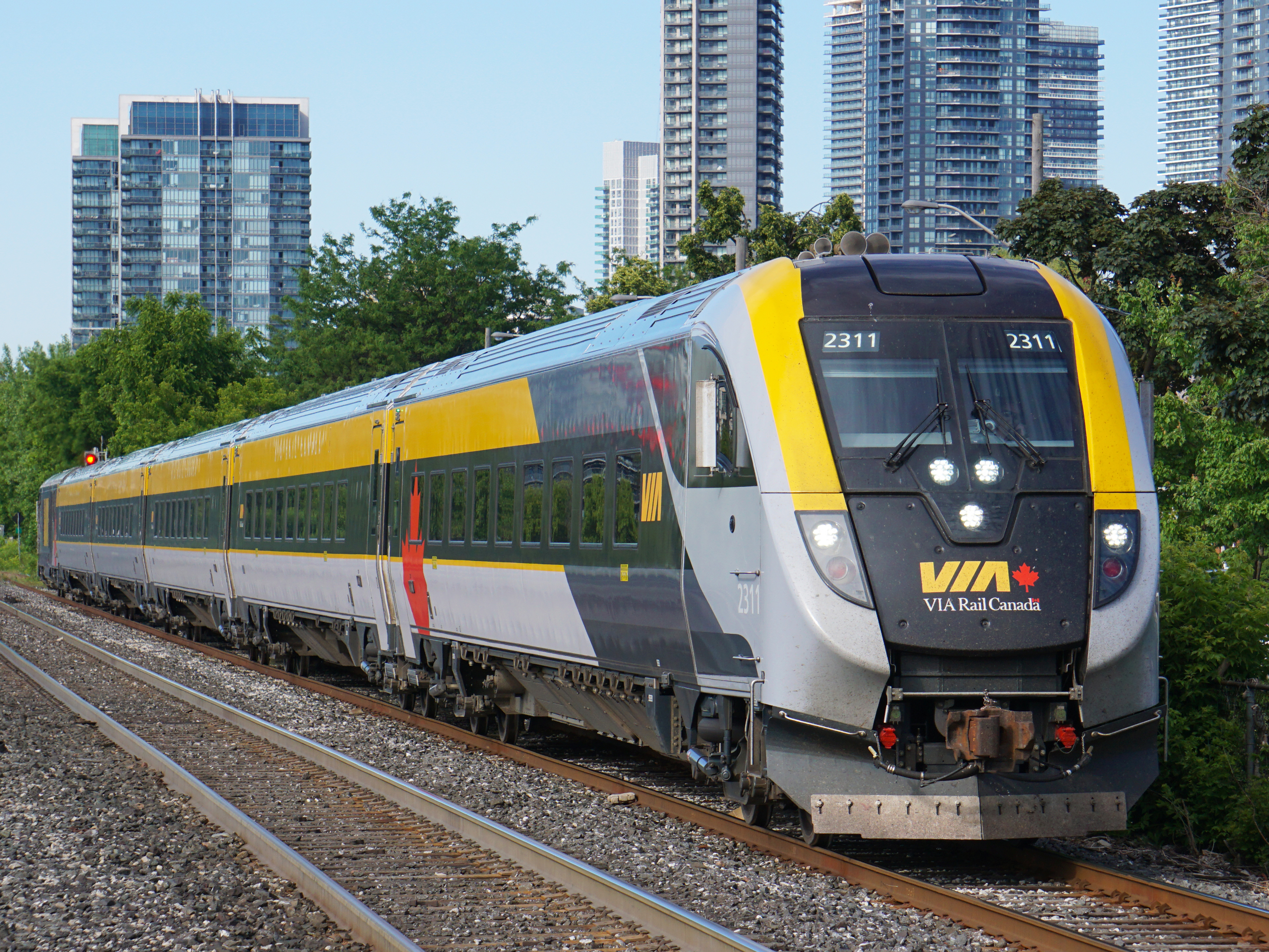
A Via Rail Quebec City-Windsor járata az Ontario állambeli Torontótól keletre

Az emelt sebességű vasút egy kifejezés a szakzsargonban, amelyet a városközi személyszállító vasúti szolgáltatások leírására használnak, amelyek végsebessége nagyobb, mint a hagyományos vasúté, de nem elég nagy ahhoz, hogy nagysebességű vasúti szolgáltatásnak nevezzék őket. A kifejezést a tervezők is használják a vonatok sebességének növelésére és az utazási idő csökkentésére irányuló fokozatos vasúti fejlesztések azonosítására, amelyek a nagysebességű vasúti hálózatok létrehozására vagy bővítésére irányuló nagyobb erőfeszítések alternatívájaként szolgálnak.
A kifejezést angol nyelven Higher-speed rail (HrSR),  high-performance rail, higher-performance rail, semi-high-speed rail, vagy almost-high-speed rail nevekkel is nevezik.
Bár a nagyobb sebességű vasút definíciója országonként eltérő, a legtöbb országban a 200 km/h (125 mph) sebességig közlekedő vasúti szolgáltatásokra utalnak a kifejezéssel.
A fogalmat általában úgy tekintik, mint ami egy korábbi vasútvonal nagysebességű vasúti szabványokra (250 km/h vagy 155 mph feletti sebesség) történő korszerűsítésére irányuló erőfeszítésekből ered, de általában elmarad a tervezett sebességtől. A nagyobb sebességet különböző eszközökkel érik el, beleértve az új gördülőállományt, például a billenőszekrényes járműveket, a pályák korszerűsítését, beleértve a nagyobb sugarú íveket, a villamosítást, a járművön elhelyezett korszerűbb jelzőberendezéseket és a ritkább megállásokat.

## Országonkénti meghatározások
A nagysebességű vasút meghatározásához hasonlóan ez a meghatározás is országonként eltérő. A kifejezést a kormányzati szervek, kormányzati tisztviselők, közlekedéstervezők, tudományos körök, a vasúti ipar, és a média használják, de néha átfedések vannak a sebesség meghatározásaiban. Néhány olyan ország, ahol a nagyobb sebességű vasútnak van bevett definíciója, a következők:
- Kanadában a Surface Transportation Policy, Department of Transport szerint az emelt sebességű vasút sebességtartománya 160 és 240 km/h (100 és 150 mph) között van.[2]
- Indiában a Vasúti Minisztérium szerint az emelt sebességű indiai vasút sebességtartománya 160 és 200 km/h (100 és 125 mph) között lesz.[7]
- Az Egyesült Királyságban az emelt sebességű vasút kifejezést a korszerűsített pályákra használják, amelyeken a vonatok sebessége eléri a 125 mph-t (200 km/h).[15]
- Az Amerikai Egyesült Államokban a emelt sebességű vasút kifejezést, szemben a nagysebességű vasút kifejezéssel, számos amerikai állam regionális tervezői használják a 90 mph (145 km/h)[16] és 110 mph (175 km/h) közötti végsebességű, városközi személyszállító vasúti szolgáltatások leírására.[17][18][19] Ez megegyezik a Federal Railroad Administration által meghatározott „Emerging High-Speed Rail” meghatározással.[20] A Congressional Research Service azonban a „Higher Speed Rail”-t a 150 mph (240 km/h) sebességig terjedő vasúti szolgáltatásként határozza meg, a 150 mph (240 km/h) feletti sebességű, külön erre a célra fenntartott pályán közlekedő vasúti szolgáltatásokat pedig „Very High Speed Rail”-ként.[21]

- Az állami szintű közlekedési minisztériumok és kormánytanácsok eltérő meghatározásokat használhatnak. Az alábbiakban a nagysebességű vasút ismert definícióinak listája található, amelyek az 5 sebességszint közül néhányat használnak: 80 mph (130 km/h), 90 mph (145 km/h), 110 mph (175 km/h), 125 mph (200 km/h) és 150 mph (240 km/h):

| Ügynökség / Tanács                                    | Legnagyobb sebesség (mérföld/óra) | Forrás |
| ----------------------------------------------------- | --------------------------------- | ------ |
| California Department of Transportation               | Több mint 125                     | [ 22 ] |
| Minnesota Department of Transportation                | Jobb mint 90 de kevesebb 125      | [ 23 ] |
| North Central Texas Council of Governments            | 80–150                            | [ 11 ] |
| Oklahoma Department of Transportation                 | 110–125                           | [ 24 ] |
| Texas Department of Transportation                    | 110–125                           | [ 24 ] |
| Virginia Department of Rail and Public Transportation | Több, mint 110                    | [ 19 ] |